# Colombias herrlandslag i volleyboll
Colombias herrlandslag i volleyboll (spanska: Selección de voleibol de Colombia) representerar Colombia i volleyboll på herrsidan. Laget har som bäst tagit brons vid sydamerikanska mästerskapet, vilket de gjort flera gånger.

### Fotnoter
1. 1 2 3 4 5 6 7 8 9 10 11 12 13 14 15 16 17 18 19  ”Sud. Mayores - Masculino” (på engelska). Confederación Sudamericana de Voleibol. http://www.voleysur.org/v2/resultados/rankingpiso.asp?c=MayoresMasculino. Läst 20 november 2023.
2. ↑  ”Ranking de todas las Competencias de Voleibol de Playa de la CSV” (på engelska). Confederación Sudamericana de Voleibol. http://www.voleysur.org/v2/resultados/rankingpiso.asp?c=MayoresMasculino. Läst 3 mars 2024.